# Раменка (приток Сетуни)
Ра́менка (от Воронцовских прудов — Тара́совский овраг, от устья Рогачёвки — Да́шин овраг) — река в Юго-Западном административном округе Москвы, крупнейший правый приток Сетуни. Частично заключена в подземный коллектор. Часть долины реки от Парка 50-летия Октября до улицы Раменки и от Мичуринского проспекта до устья в 1991 году получила статус особо охраняемой природной территории и была объявлена памятником природы. На берегах реки находились деревни Раменки, Матвеевское, Гладышево и Каменная Плотина, село Воронцово, сельцо Шатилово, а также группы курганов вятичей. Вода Раменки загрязнена хлоридами и нефтепродуктами.

## Описание
Длина реки составляет 9 километров, площадь водосборного бассейна — 45 км². Исток расположен в каскаде Воронцовских прудов на Теплостанской возвышенности в Обручевском районе Москвы. Водоток в коллекторе протекает на запад вдоль улиц Академика Пилюгина и Кравченко через Удальцовские пруды. В начале на территории Парка 50-летия Октября на реке устроен пруд, от которого она следует через коллекторный участок и далее проходит в открытом течении почти до конца парка у Мичуринского проспекта, где также устроен каскад прудов.
От Мичуринского проспекта течёт на северо-запад вдоль Киевского направления Московской железной дороги через поля по незастроенной местности. Долина в этой части глубокая и широкая, с высокими и крутыми берегами. Устье расположено к юго-западу от Нового Рублёвского моста.
В долине Раменки проживают животные и птицы, занесённые в Красную книгу Москвы, среди них: обыкновенный хомяк, ласка, горностай, заяц-русак, перепел, коростель, озёрная чайка, полевой жаворонок, жёлтая трясогузка, луговой чекан. На берегу произрастают ивы, ветлы, американский клён и серая ольха. У воды встречаются недотрога желёзконосная, вейник наземный, иван-чай, пижма, цикорий, чина луговая и клевер, зарегистрированы краснокнижные растения: башмачок пятнистый, тайник яйцевидный, дремлик широколистный, пололепестник зелёный, ятрышник шлемовидный, ветреница лесная, купальница, колокольчик крапиволистный, гвоздика Фишера, земляника зелёная, нивяник.

## Притоки
Правыми притоками реки являются Рогачёвка, Онучин овраг и шесть нижних ручьёв, которые в книге Юрия Насимовича «Реки, озёра и пруды Москвы» названы условно — сток с пруда Раменки, ручей на Винницкой улице, ручьи выше и ниже одноколейной железной дороги и Гладышевский ручей. С левой стороны, у станции метро Мичуринский проспект, в реку впадает Очаковка, которая длиннее и мощнее Раменки. В прошлом её часто принимали за главный водоток, в результате чего возникла путаница в названии главной реки.

## Топонимика
Название реки происходит от слова «рамень», которое означает темнохвойный лес, или ельник с примесью сосны, берёзы и осины. В XIX веке за главную реку принимали Очаковку, поэтому участок Раменки от села Воронцова до устья Рогачёвки называли Тарасовским оврагом, от устья Рогачёвки до устья Очаковки — Дашиным оврагом. Эти наименования произошли от антропонимов. Гидроним «Раменка» относился к нижнему участку реки, а водоток с Воронцовских прудов принимали за её приток. Ошибка возникла на картах середины XX века.

## Галерея
- Долина Раменки вдоль Мичуринского проспекта, апрель 2018 год
- Раменка в Парке 50-летия Октября, август 2018 года
- Раменка в Парке 50-летия Октября, август 2018 года
- Раменка, 2018 год
- Старый строительный мусор в русле реки. август 2020 года
- Размытый Раменкой берег. Июль 2020 года